# Выборы в Верховный Совет РСФСР (1951)
Выборы в Верховный Совет РСФСР III-го созыва прошли 18 февраля 1951 года.

## Предшествующие события
Выборы проходили на фоне продолжающихся репрессий и чисток неугодных действующей власти деятелей — Борьбы с космополитизмом, Трофейного дела, депортации народов (например, депортации Греков в 1949 году), гонений на религии (например, Операция «Север»). Помимо этого начиналась Холодная война, уже произошли первые значимые внешнеполитические инциденты — Блокада Западного Берлина, Бой кабельного судна «Пластун», Советско-югославский конфликт, что крайне неоднозначно влияло на электорат и настроение населения Советского Союза.

## Ход выборов
Выборы в III-й созыв ВС РСФСР проходили согласно Положению о выборах в Верховный Совет РСФСР, утвержденного указом президиума Верховного совета РСФСР от 11 декабря 1950 года.
Советская пропаганда активно освещала выборы в  новостных изданиях, ставя акцент на их прозрачности и честности, с противопоставлением их с выборами стран Западной Европы и Северной Америки..
Количество несогласных или недовольных граждан круто и резко снизилось на фоне событий военных и предвоенных лет. Несогласные были известны поимённо, и те как правило, или портили бюллетени, или забирали их с собой, и советской властью это приравнивалось к нелояльности. Выборы стали представлять собой ритуал по проявлению лояльности советской власти, и люди стремились прийти на них как можно раньше, дабы продемонстрировать свой лоялизм, что доходило до абсурда, когда некоторые занимали очереди с ночи, ибо это имело смысл — первый проголосовавший вносился в отчёт для обкома. При этом, выборы организовывались как праздник, где создавали буфеты с бутербродами, сладостями и дефицитными товарами, отдельно бригады художественной самодеятельности проводили концерты, в том числе с джазом.
Несмотря на все сложности и проблемы, послевоенные годы считались чем-то более лучшим, чем война, а все трудности и ужасающие условия жизни считались временными. Пропаганда активно и успешно внедряла идеи о том, что само бытие советского человека, причастного к октябрьской революции — уникально и особенно, что бытие советского гражданина — это справедливость и добро. Во многих разговорах граждане выражали большую и спокойную уверенность в том, что СССР семимильными шагами идёт к процветанию.
Люди, обладающие негативным отношениям к советской власти, находились в молчаливом меньшинстве, и как правило они или не выражали свою позицию, или старались её выражать через надписи на бюллетенях, и как правило, они и вызывали наибольшее внимание государственного аппарата и НКВД, так-как те во внутренних разговорах часто говорили о том, что выборы недемократичны, а власть — авторитарна, вызывая противодействие проводимой агитации и пропаганде.

## Итог
| Состав III-го созыва ВС РСФСР | Состав III-го созыва ВС РСФСР | Состав III-го созыва ВС РСФСР | Состав III-го созыва ВС РСФСР | Состав III-го созыва ВС РСФСР |
| Партия                        | Голосов                       | %                             | Мест                          | Изменение                     |
| ----------------------------- | ----------------------------- | ----------------------------- | ----------------------------- | ----------------------------- |
| ВКП(б)                        | N/A                           | N/A                           | 763                           | ▲13, 0%                       |
| Беспартийные                  | N/A                           | N/A                           | 0                             | ▬ без изменений               |
| Прочие партии                 | N/A                           | N/A                           | 0                             | ▬ без изменений               |
| Общий результат               | N/A                           | 100                           | 763                           | ▬ без изменений               |